# Blaesoxipha masculina
Blaesoxipha masculina är en tvåvingeart som först beskrevs av Aldrich 1916.  Blaesoxipha masculina ingår i släktet Blaesoxipha och familjen köttflugor. Inga underarter finns listade i Catalogue of Life.